# Marija Vuković
Marija Vuković (ur. 21 stycznia 1992 w Kninie) – czarnogórska lekkoatletka specjalizująca się w skoku wzwyż.
Dwukrotnie startowała w mistrzostwach świata kadetów – Ostrawa 2007 oraz Południowy Tyrol 2009. W 2008 roku swój udział w mistrzostwach świata juniorów zakończyła na eliminacjach. Wicemistrzyni Europy juniorek z roku 2009. W 2010 w Moncton wywalczyła tytuł mistrzyni świata juniorek – jej złoty medal jest pierwszym w historii czarnogórskiej lekkoatletyki od czasu powstania niepodległego państwa w 2006 roku. W 2016 zawodniczka brała udział mistrzostw Europy w Amsterdamie, ale udział w konkursie skoku wzwyż zakończyła na eliminacjach, podobnie jak rok później podczas halowych mistrzostw Starego Kontynentu w Belgradzie.
Rekord życiowy: stadion – 1,97 (27 czerwca 2021, Smederevo); hala – 1,96 (15 lutego 2022, Bańska Bystrzyca). Aktualna rekordzistka Czarnogóry w skoku wzwyż w kategorii seniorek, juniorek, juniorek młodszych oraz młodzieżowców.

## Osiągnięcia
| Rok  | Impreza                                   | Miejsce          | Lokata            | Wynik |
| ---- | ----------------------------------------- | ---------------- | ----------------- | ----- |
| 2007 | II liga pucharu Europy                    | Zenica           | –                 | –     |
| 2007 | Mistrzostwa świata juniorów młodszych     | Ostrawa          | el. – 13. miejsce | 1,65  |
| 2008 | II liga pucharu Europy                    | Bańska Bystrzyca | 4. miejsce        | 1,80  |
| 2008 | Mistrzostwa świata juniorów               | Bydgoszcz        | el. – 8. miejsce  | 1,78  |
| 2009 | III liga drużynowych mistrzostw Europy    | Sarajewo         | 2. miejsce        | 1,78  |
| 2009 | Mistrzostwa świata juniorów młodszych     | Bressanone       | 9. miejsce        | 1,75  |
| 2009 | Mistrzostwa Europy juniorów               | Nowy Sad         | 2. miejsce        | 1,89  |
| 2009 | Igrzyska śródziemnomorskie                | Pescara          | 5. miejsce        | 1,75  |
| 2010 | III liga drużynowych mistrzostw Europy    | Marsa            | 2. miejsce        | 1,89  |
| 2010 | Mistrzostwa świata juniorów               | Moncton          | 1. miejsce        | 1,91  |
| 2010 | Mistrzostwa Europy                        | Barcelona        | el. – 21. miejsce | 1,87  |
| 2011 | Igrzyska małych państw Europy             | Schaan           | 1. miejsce        | 1,86  |
| 2011 | III liga drużynowych mistrzostw Europy    | Reykjavík        | 2. miejsce        | 1,81  |
| 2011 | Mistrzostwa Europy juniorów               | Tallinn          | 8. miejsce        | 1,81  |
| 2011 | Mistrzostwa świata                        | Daegu            | el. – 28. miejsce | 1,80  |
| 2013 | Halowe mistrzostwa krajów bałkańskich     | Stambuł          | 5. miejsce        | 1,74  |
| 2013 | Igrzyska małych państw Europy             | Luksemburg       | 1. miejsce        | 1,77  |
| 2015 | Halowe mistrzostwa Europy                 | Praga            | el. – 20. miejsce | 1,77  |
| 2015 | III liga drużynowych mistrzostw Europy    | Baku             | 1. miejsce        | 1,86  |
| 2015 | Uniwersjada                               | Gwangju          | 4. miejsce        | 1,80  |
| 2016 | Mistrzostwa Europy                        | Amsterdam        | el. – 18. miejsce | 1,85  |
| 2017 | Halowe mistrzostwa Europy                 | Belgrad          | el. – 17. miejsce | 1,86  |
| 2017 | III liga drużynowych mistrzostw Europy    | Marsa            | 1. miejsce        | 1,90  |
| 2017 | Mistrzostwa świata                        | Londyn           | el. – 21. miejsce | 1,85  |
| 2017 | Uniwersjada                               | Tajpej           | 4. miejsce        | 1,88  |
| 2018 | Mistrzostwa Europy                        | Berlin           | el. – 18. miejsce | 1,81  |
| 2019 | Halowe mistrzostwa Europy                 | Glasgow          | el. – 13. miejsce | 1,89  |
| 2019 | III liga drużynowych mistrzostw Europy    | Skopje           | 1. miejsce        | 1,84  |
| 2019 | Mistrzostwa świata                        | Doha             | el. – 18. miejsce | 1,85  |
| 2021 | Halowe mistrzostwa Europy                 | Toruń            | 7. miejsce        | 1,92  |
| 2021 | III liga drużynowych mistrzostw Europy    | Limassol         | 1. miejsce        | 1,90  |
| 2021 | Igrzyska olimpijskie                      | Tokio            | 9. miejsce        | 1,96  |
| 2022 | Halowe mistrzostwa świata                 | Belgrad          | 4. miejsce        | 1,95  |
| 2022 | Igrzyska śródziemnomorskie                | Oran             | 1. miejsce        | 1,92  |
| 2022 | Mistrzostwa świata                        | Eugene           | el. – 14. miejsce | 1,90  |
| 2022 | Mistrzostwa Europy                        | Monachium        | 2. miejsce        | 1,95  |
| 2023 | Halowe mistrzostwa Europy                 | Stambuł          | el. – 10. miejsce | 1,87  |
| 2023 | III dywizja drużynowych mistrzostw Europy | Chorzów          | 1. miejsce        | 1,87  |
| 2023 | Mistrzostwa świata                        | Budapeszt        | el. – 25. miejsce | 1,85  |
| 2024 | Mistrzostwa Europy                        | Rzym             | el. –             | NM    |
| 2025 | Halowe mistrzostwa Europy                 | Apeldoorn        | 8. miejsce        | 1,85  |
| 2025 | III dywizja drużynowych mistrzostw Europy | Maribor          | 1. miejsce        | 1,85  |

## Progresja wyników

### Hala
| Rok  | Wynik | Data        | Miejsce          |
| ---- | ----- | ----------- | ---------------- |
| 2008 | 1,75  | 9 lutego    | Ateny            |
| 2009 | 1,84  | 31 stycznia | Peania           |
| 2010 | 1,84  | 17 lutego   | Ateny            |
| 2011 | 1,80  | 12 lutego   | Ateny            |
| 2012 | 1,80  | 22 stycznia | Nowy Sad         |
| 2013 | 1,74  | 23 lutego   | Stambuł          |
| 2015 | 1,83  | 7 lutego    | Nowy Sad         |
| 2016 | 1,85  | 23 stycznia | Nowy Sad         |
| 2017 | 1,89  | 25 stycznia | Chociebuż        |
| 2018 | 1,90  | 7 lutego    | Brno             |
| 2019 | 1,92  | 16 lutego   | Stambuł          |
| 2020 | 1,88  | 15 lutego   | Stambuł          |
| 2021 | 1,93  | 7 lutego    | Belgrad          |
| 2022 | 1,96  | 15 lutego   | Bańska Bystrzyca |
| 2023 | 1,95  | 14 lutego   | Bańska Bystrzyca |
| 2025 | 1,90  | 29 stycznia | Belgrad          |

### Stadion
| Rok  | Wynik | Data                                     | Miejsce                        |
| ---- | ----- | ---------------------------------------- | ------------------------------ |
| 2006 | 1,70  | 1 maja                                   | Bar                            |
| 2007 | 1,79  | 18 października                          | Saloniki                       |
| 2008 | 1,82  | 25 maja                                  | Belgrad                        |
| 2009 | 1,89  | 26 lipca                                 | Nowy Sad                       |
| 2010 | 1,91  | 25 lipca                                 | Moncton                        |
| 2011 | 1,86  | 1 czerwca                                | Schaan                         |
| 2012 | 1,75  | 1 maja                                   | Bar                            |
| 2013 | 1,80  | 16 lipca                                 | Dimitrovgrad                   |
| 2014 | 1,83  | 3 sierpnia                               | Bar                            |
| 2015 | 1,87  | 26 lipca                                 | Sremska Mitrovica              |
| 2016 | 1,95  | 24 lipca                                 | Berane                         |
| 2017 | 1,91  | 30 maja                                  | Serravalle                     |
| 2018 | 1,87  | 28 czerwca                               | Sollentuna                     |
| 2019 | 1,94  | 19 lipca                                 | Bühl                           |
| 2020 | 1,84  | 19 lipca                                 | Ateny                          |
| 2021 | 1,97  | 27 czerwca                               | Smederevo                      |
| 2022 | 1,95  | 21 maja 1 czerwca 18 czerwca 21 sierpnia | Kalamata Ateny Paryż Monachium |
| 2023 | 1,87  | 22 czerwca                               | Chorzów                        |
| 2024 | 1,77  | 22 czerwca                               | Gibraltar                      |
| 2025 | 1,91  | 27 lipca                                 | Wolos                          |